# Gandraganahalli, Chintamani
Gandraganahalli là một làng thuộc tehsil Chintamani, huyện Kolar, bang Karnataka, Ấn Độ.